# العلاقات الألمانية الهولندية

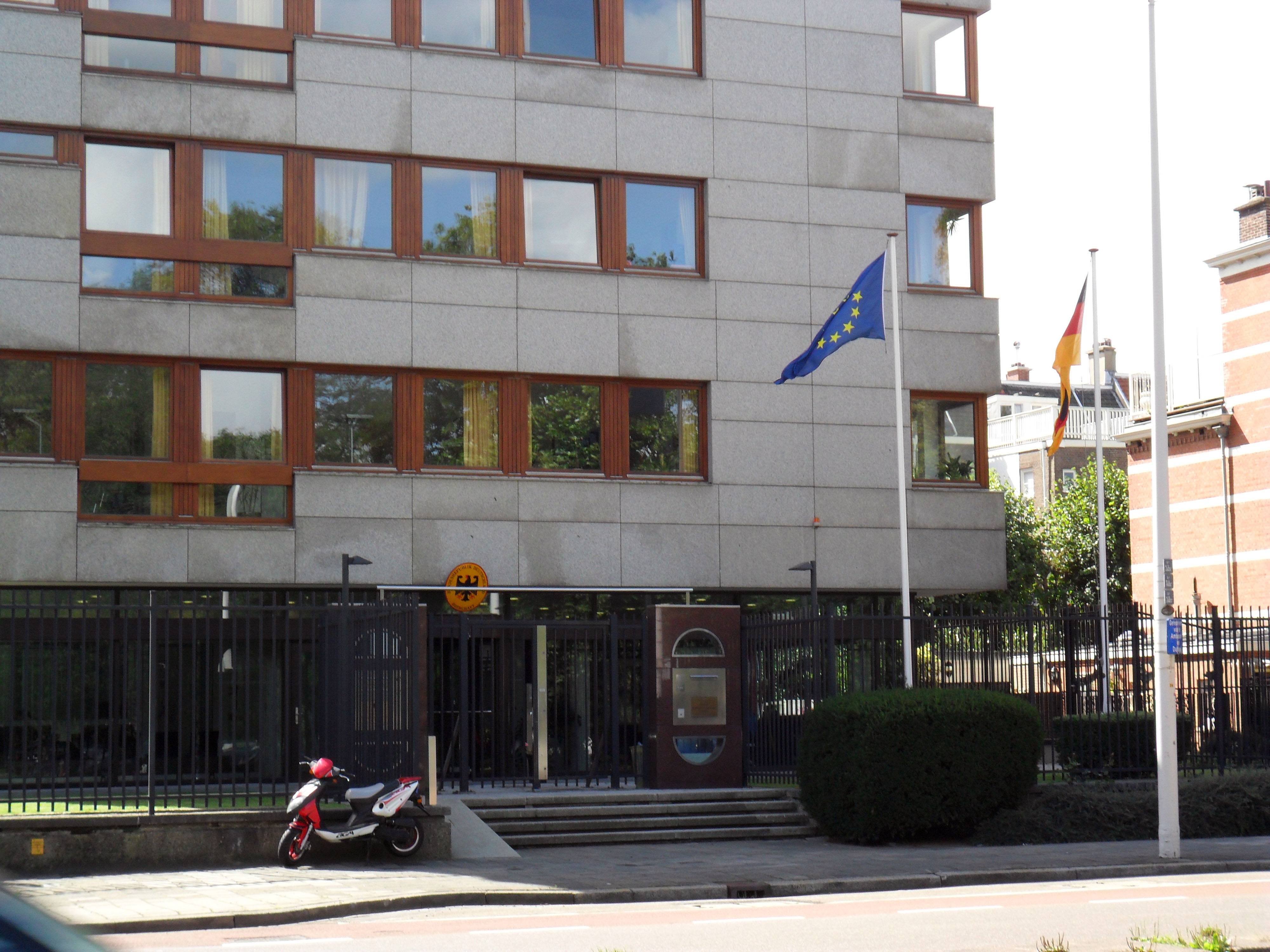
السفارة الألمانية في لاهاي بهولندا.

تشير العلاقات الألمانية الهولندية إلى العلاقات الدبلوماسية والعسكرية والثقافية بين الدولتين المجاورتين ألمانيا وهولندا. بدأت العلاقات بين الدول الحديثة بعد أن توحدت ألمانيا عام 1871. قبل ذلك كان لهولندا علاقات مع بروسيا ودول أخرى أصغر ناطقة بالألمانية.

## التاريخ
خلال الحرب العالمية الأولى، امتنع الجيش الألماني عن مهاجمة هولندا، وبالتالي تم الحفاظ على العلاقات بين الدولتين. في نهاية الحرب عام 1918، فر القيصر السابق فيلهلم الثاني إلى هولندا، حيث عاش حتى وفاته في عام 1941. احتل الجيش الألماني هولندا خلال الحرب العالمية الثانية وأبقى البلاد تحت الاحتلال في 1940-1945. اعتبر أدولف هتلر أن هولندا مناسبة للضم داخل الرايخ الجرماني الأكبر، حيث رأى الهولنديين كشعب جرماني ذي صلة. خلال هذه الفترة، مات ما يقرب من ثلاثة أرباع السكان اليهود الهولنديين في الهولوكوست. كانت آن فرانك الضحية الأكثر شهرة، حيث نجت مذكراتها ونشرت بعد الحرب. كانت المجاعة الهولندية 1944-1945، والمعروفة في هولندا باسم Hongerwinter (الترجمة الحرفية: شتاء الجوع)، مجاعة حدثت في هولندا التي تحتلها ألمانيا، وخاصة في المقاطعات الغربية المكتظة بالسكان شمال الأنهار الكبرى، خلال شتاء 1944-1945 قرب نهاية الحرب العالمية الثانية. قطع الحصار الألماني شحنات الغذاء والوقود عن المدن الزراعية. حوالي 4.5 مليون تضرروا ونجوا بفضل مطابخ الحساء. حدثت ما لا يقل عن 18-22 ألف حالة وفاة بسبب المجاعة. تم تخفيف حدة المجاعة بتحرير الحلفاء للمقاطعات في مايو 1945.

## حاضر
ألمانيا لديها سفارة في لاهاي وقناصل في أمستردام، أرنهم، آيندهوفن، أنسخديه، خرونينغن، ليوواردن، ماستريخت، نورد Beveland، روتردام، في حين أن هولندا لديها سفارة في برلين وقناصل في دوسلدورف، فرانكفورت، هامبورغ، ميونيخ وشتوتغارت. كلا البلدين أعضاء في الاتحاد الأوروبي وحلف شمال الأطلسي.
وبحسب الموقع الرسمي للحكومة الهولندية، فإن العلاقات بين البلدين «ممتازة» حاليًا، وتتمتع «بعلاقات سياسية واقتصادية واجتماعية وثقافية وإدارية وشخصية وثيقة». تعد ألمانيا أيضًا الشريك التجاري الرئيسي لهولندا إلى حد بعيد، سواء في الواردات أو الصادرات.

## مقارنة الدول
|                                 | ألمانيا                                                     | هولندا |
| ------------------------------- | ----------------------------------------------------------- | --- |
| الشعار                          |                                                             | |
| تعداد السكان                    | 82.800.000                                                  | 17,237,700 |
| المساحة                         | 357168 كيلومتر مربع (137847 ميل مربع)                       | 41543 كيلومتر مربع (16.033 ميل مربع) |
| الكثافة السكانية                | 232 / كم² (601 / sq mi)                                     | 415.1 / كم² (1,075.1 / sq mi) |
| عاصمة                           | برلين                                                       | أمستردام (العاصمة)، لاهاي (مقر الحكومة) |
| اكبر مدينة                      | برلين - 3,690,000 (6,004,857 مترو)                          | أمستردام - 851,573 (2,431,000 مترو) |
| حكومة                           | الاتحادية جمهورية برلمانية                                  | ملكية دستورية برلمانية موحدة |
| القائد الأول                    | كونراد أديناور                                              | وليام الأول ملك هولندا (الملك)، جيريت شيميلبينينك (رئيس الوزراء) |
| الزعيم الحالي                   | انجيلا ميركل                                                | فيليم ألكسندر (ملك)، مارك روته (رئيس الوزراء) |
| اللغات الرسمية                  | الألمانية (بحكم الواقع وبحكم القانون)                       | الهولندية |
| الأديان الرئيسية                | 57.9٪ مسيحية، 36.2٪ غير متدين، 4.9٪ إسلام، 1.0٪ أخرى        | 50.1٪ غير منتسبين، 23.7٪ الروم الكاثوليك، 6.5٪ الكنيسة الإصلاحية الهولندية، 5.7٪ الكنيسة البروتستانتية في هولندا، 3.3٪ الكنائس الإصلاحية في هولندا، 4.9٪ الإسلام، 4.6٪ أخرى، 0.6٪ الهندوسية، 0.4٪ البوذية، 0.1٪ اليهودية |
| جماعات عرقية                    | 81.3٪ ألماني، 3.4٪ تركي، 2.3٪ بولندي، 1.5٪ روسي، 11.5٪ أخرى | 79.3٪ هولنديون، 6.3٪ أوروبيون، 4.9٪ هنديون، 2.4٪ تركي، 2.2٪ مغربي هولندي، 2.1٪ سورينام، 0.9٪ كاريبي، 0.3٪ صينيون، 0.3٪ عراقيون، 3.9٪ آخرون                                                                               |
| الناتج المحلي الإجمالي (الاسمي) | 3.65 تريليون دولار                                          | 945.327 مليار دولار |

## السفارات
تقع سفارة ألمانيا في لاهاي بهولندا. تقع سفارة هولندا في برلين، ألمانيا.